# منطقة الاهتمام (فلم)
منطقة الاهتمام (بالإنجليزية: The Zone of Interest) هو دراما، وفيلم تاريخي ‏، وفيلم حربي، وفيلم مقتبس من رواية ‏، ودراما تاريخية أُصدر في 19 مايو 2023، في مهرجان كان السينمائي 2023. الفيلم من إنتاج فيلمفور برودكشنز ‏، وهاوس برودكشنز ‏، و، و، وإيه 24، وأكسس إندستريز ‏، وتولّت باك فيلمز ‏، وادس سيرفيس ‏ توزيعه، وهو من إخراج جوناثان غليزر الذي تولّى كتابة السيناريو أيضًا. الفيلم مقتبسٌ من منطقة الاهتمام من تأليف .

## القصة
تقع أحداث الفيلم في معسكر أوشفيتز بيركينو.

## طاقم التمثيل
- ساندرا هولر، بدور 
  - ايموجين كوجي  [لغات أخرى]‏
  - كريستيان فريدل، بدور رودولف هوس

## الإنتاج
صوّر الفيلم في كاتوفيتسه، وأشفنشم، وقصر كشاز، وجيلينيا جورا   ، وكان لوكاش زال مديرًا لتصوير الفيلم.
موسيقى الفيلم التصويرية كانت من تأليف ميكا ليفي ‏.

## الاستقبال

### الجوائز والترشيحات
الجوائز
- 2025[17]
  - جائزة الأوسكار لأفضل فيلم بلغة أجنبية، في: حفل توزيع جوائز الأوسكار السادس والتسعون10 مارس 2024[18]
  - جائزة الجمعية الوطنية للنقاد السينمائيين لأفضل مخرج  [لغات أخرى]‏، في: 6 يناير 2024[2]
  - جليد فيلم برايز  [لغات أخرى]‏2023[4]
  - ، في: مهرجان كان السينمائي 2023
  - الجائزة الكبرى لمهرجان كان، في: مهرجان كان السينمائي 2023.

الترشيحات
- جائزة الأوسكار لأفضل فيلم بلغة أجنبية10 مارس 2024[19]
  - جائزة الأوسكار لأفضل فيلم10 مارس 2024[19]
  - 18 فبراير 2024[20]
  - جائزة الأكاديمية البريطانية للأفلام لأفضل فيلم بلغة غير الإنجليزية  [لغات أخرى]‏18 فبراير 2024[20]
  - جائزة غولدن غلوب لأفضل فيلم - دراما، في: حفل توزيع جوائز الغولدن غلوب الواحد والثمانون2024[2]
  - جائزة غولدن غلوب لأفضل فيلم بلغة أجنبية، في: حفل توزيع جوائز الغولدن غلوب الواحد والثمانون2024[2]
  - جائزة الفيلم الأوروبي لأفضل فيلم  [لغات أخرى]‏، في: 2023[21]